# Trididemnum nubilum
Trididemnum nubilum är en sjöpungsart som beskrevs av Kott 1980. Trididemnum nubilum ingår i släktet Trididemnum och familjen Didemnidae. Inga underarter finns listade i Catalogue of Life.